# Croizet-sur-Gand
 Croizet-sur-Gand  es una población y comuna francesa, situada en la región de Auvernia-Ródano-Alpes, departamento de Loira, en el distrito de Roanne y cantón de Saint-Symphorien-de-Lay.

## Demografía
| 231 | 235 | 221 | 218 | 208 | 224 |
| Para los censos de 1962 a 1999 la población legal corresponde a la población sin duplicidades (Fuente: INSEE [Consultar]) |     |     |     |     |     |